# Alex Cox
Alexander B. H. Cox, més conegut com a Alex Coix (Bebington, 15 de desembre de 1954), és un director, guionista i actor britànic. És considerat un director de culte, i conegut principalment per les seves pel·lícules Repo Man i Sid and Nancy.l seu nom està molt relacionat amb el cinema independent i la música i l'estètica punk de grups com The Clash, Sex Pistols i The Pogues.<.
A partir de 2012, Coix ha ensenyat escriptura de guions i producció cinematogràfica en la Universitat de Colorado en Boulder.

## Biografia
El seu amor pel cinema va començar de nen, quan va veure en la televisió la pel·lícula Tron de sang, de Akira Kurosawa. Va estudiar cinema a Anglaterra un any, i després va estar tres anys en la UCLA de Los Angeles. Les seves primeres dues pel·lícules, Repo Man (1984) i Sid & Nancy (1986), estaven fortament influenciades pel moviment estètic provinent del punk, i al seu torn van influenciar fortament el futur de la cultura en la qual estaven basats.
Després d'aquests treballs, Cox va rodar en el sud d'Espanya Straight to Hell (1987), un spaghetti western independent protagonitzat per Joe Strummer i un elenc que completaven músics com Elvis Costello, Courtney Love, Grace Jones i els actors/directors Dennis Hopper i Jim Jarmusch.
La ruptura definitiva de Coix amb els estudis de Hollywood arribaria amb Walker (1987), el seu film més obertament polític, rodat en col·laboració amb el govern Sandinista de Nicaragua. Protagonitzat per Ed Harris, Walker és la història de William Walker, un militar i mercenari estatunidenc que va arribar a Nicaragua a mitjan segle XIX amb la intenció de convertir-se en governant del país centreamericà. "Volia fer una pel·lícula a Nicaragua amb el suport del govern i la gent de Nicaragua. Hi havia guerra al país i això no era just", va afirmar sobre aquest tema Cox. Aprofundint sobre la seva relació amb la pel·lícula i el país, va dir sobre aquest tema: "Volia filmar a Nicaragua perquè estava molt entusiasmat amb la revolució sandinista. Era important que el cost del film, que va ser de 5 milions de dòlars, quedés en mans del govern de Nicaragua. Els diners li va ser molt útil durant la guerra. La filmació també era una excusa per a convidar a periodistes estrangers a anar a Nicaragua i poder mostrar-los els canvis que s'estava duent a terme, per a combatre la mala premsa que tenia el sandinisme a Europa i als Estats Units".
A partir de Walker, Cox es va allunyar dels estudis grans de Hollywood, simultàniament estrenyent la seva relació amb Amèrica Llatina. En 1991 va filmar a Mèxic Highway Patrolman (“El patruller”), amb actors com Bruno Bichir i Roberto Sosa. En 1992 va dirigir Death and the Compass, una coproducció entre Mèxic, els Estats Units i el Japó, basada en la famosa història fantàstica-detectivesca La muerte y la brújula, de l'escriptor argentí Jorge Luis Borges. Aquest mateix any va treballar com a actor a les ordres del director mexicà Arturo Ripstein a La reina de la noche.
Cox està casat amb Tod Davies, qui va escriure i va produir la pel·lícula de Cox Three Businessmen, i també va produir un altre film de Coix, Revengers Tragedy.

## Curiositats
- Fanàtic de la música punk, una de les seves bandes favorites és The Clash.
- En moltes de les pel·lícules que participa com a actor, en la seva majoria mexicanes o relacionades amb aquest país, interpreta sovint el paper de gringo.
- Entre les seves influències cita a directors de la talla de Luis Buñuel i Akira Kurosawa. La seva companyia productora es diu "El ángel exterminador", en homenatge a la pel·lícula homònima de Luis Buñuel.[6]
- Apareix en el documental sobre la vida i obra de Stanley Kubrick titulat A Life in Pictures.

## Llista parcial de treballs

### Llargmetratges
| Any  | Títol                             | Director | Guionista | Productor | Notes                                       |
| ---- | --------------------------------- | -------- | --------- | --------- | ------------------------------------------- |
| 1980 | Edge City                         | Sí       | Sí        | No        | Curtmetratge                                |
| 1984 | Repo Man                          | Sí       | Sí        | No        |                                             |
| 1986 | Sid & Nancy                       | Sí       | Sí        | No        |                                             |
| 1987 | De dret a l'infern                | Sí       | Sí        | No        |                                             |
| 1987 | Walker                            | Sí       | No        | No        | També editor                                |
| 1991 | El patrullero (Highway Patrolman) | Sí       | No        | No        |                                             |
| 1992 | Death and the Compass             | Sí       | Sí        | No        |                                             |
| 1996 | El guanyador                      | Sí       | No        | No        |                                             |
| 1998 | Por i fàstic a Las Vegas          | No       | Sí        | No        | Substituït com a director per Terry Gilliam |
| 1998 | Three Businessmen                 | Sí       | No        | No        |                                             |
| 2002 | Revengers Tragedy                 | Sí       | No        | No        |                                             |
| 2007 | Searchers 2.0                     | Sí       | Sí        | No        | També editor                                |
| 2009 | Repo Chick                        | Sí       | Sí        | Sí        | També editor                                |
| 2014 | Bill, the Galactic Hero           | Sí       | Sí        | No        |                                             |
| 2017 | Tombstone Rashomon                | Sí       | Sí        | Sí        |                                             |
| 2018 | 27: El club de los malditos       | No       | Sí        | No        |                                             |

### Documentals
- Kurosawa: The Last Emperor (1999)
- Emmanuelle: A Hard Look (2000)
- Bringing Godzilla Down to Size (2007) – narrador
- Scene Missing (2012)

### Televisió
- Moviedrome (com a presentador) (1988 a 1994)
- Godzilla: King of the Monsters – BBC, contribuïdor
- In His Life: The John Lennon Story com Bruno Koschmider
- Mike Hama Must Die! (2002)
- I'm a Juvenile Delinquent – Jail Me! (2003)

### Llibres
- 10,000 Ways to Die: A Director's Take on the Spaghetti Western (2008)
- X Films: True Confessions of a Radical Filmmaker (2008)
- Waldo's Hawaiian Holiday (2008)
- Three Dead Princes (Illustrator) (2010)
- The President and the Provocateur: The Parallel Lives of JFK and Lee Harvey Oswald (2013)
- Alex Cox's Introduction to Film: A Director's Perspective (2016)
- I Am (Not) A Number: Decoding The Prisoner (2017)

### Com a actor
| Any  | Títol                                  | Paper                                 | Notes           |
| ---- | -------------------------------------- | ------------------------------------- | --------------- |
| 1980 | Edge City                              | Roy Rawlings                          | Curtmetratge    |
| 1984 | Repo Man                               | Netejador de cotxes                   | Sense acreditar |
| 1986 | Sid & Nancy                            | Home sentat a l’habitació de Mr. Head | Sense acreditar |
| 1987 | De dret a l'infern                     | Pinxo de la banda Amazulu             | Sense acreditar |
| 1991 | El patrullero (Highway Patrolman)      | Gringo No. 2                          |                 |
| 1992 | Death and the Compass                  | Comandant Borges                      |                 |
| 1996 | El guanyador                           | Gaston                                |                 |
| 1997 | Perdita Durango (Dance with the Devil) | Doyle                                 |                 |
| 1998 | Three Businessmen                      | Frank King                            |                 |
| 1999 | La ley de Herodes                      | Gringo                                |                 |
| 2002 | Revengers Tragedy                      | Conductor de Duke                     |                 |
| 2007 | Searchers 2.0                          | Entrepreneur                          |                 |
| 2009 | Repo Chick                             | Professor                             |                 |
| 2021 | Mad God                                | Darrer home                           |                 |